# José Nápoles
José Angel Nápoles, soprannominato Mantequilla (Santiago di Cuba, 13 aprile 1940 – Città del Messico, 16 agosto 2019), è stato un pugile cubano naturalizzato messicano.
Campione del mondo dei pesi welter dal 1969 al 1970 e dal 1971 al 1975, è considerato un eroe nazionale sia a Cuba che in Messico.

## Carriera da professionista

### Gli inizi
Professionista dal 1958, ancora diciottenne, fece i primi 21 combattimenti nella categoria dei superpiuma a Cuba con una sola sconfitta e vincendo tutti gli altri. Nella primavera del 1961, quando Fidel Castro bandì il pugilato professionistico, Nápoles si trasferì in Messico. 
Ottenne il suo primo successo di prestigio al limite dei pesi superleggeri il 22 giugno 1964 battendo a Caracas, per KOT al settimo round, il futuro campione del mondo della categoria Carlos "Morocho" Hernández. Sempre nei superleggeri, batté ai punti in dieci riprese, a Ciudad Juárez, l'ex campione del mondo ed avversario di Duilio Loi, Eddie Perkins. L'8 dicembre 1965, gli bastarono tre round per infliggere un KOT ad Adolph Pruitt, suo futuro sfidante per la cintura mondiale dei welter.

### Campione del Mondo dei pesi welter
Passò alla categoria dei pesi welter nel 1967. Il 18 aprile 1969 conquistò il titolo mondiale unanimemente riconosciuto, battendo Curtis Cokes a Inglewood, per abbandono alla tredicesima ripresa. Sconfisse lo statunitense anche nella rivincita, il 29 giugno successivo alla Plaza de toros monumental di Città del Messico, alla decima ripresa, ancora per abbandono.
Il 17 ottobre 1969, José Nápoles sconfisse il grande Emile Griffith, già Campione del Mondo dei welter e dei medi, nel vano tentativo di questi di rimpossessarsi del titolo della categoria inferiore. L'incontro si svolse a Inglewood e il cubano s'impose ai punti con decisione unanime. Nello stesso anno fu eletto Fighter of the year (Pugile dell'anno) dalla rivista statunitense Ring Magazine.
Quattro mesi dopo l'incontro con Griffith difese ancora vittoriosamente il titolo mondiale contro Ernie Lopez, vincendo per KOT al 15º round. 

### Seconda conquista del titolo
Nápoles incappò in una sconfitta e perse momentaneamente il titolo mondiale dei welter il 3 dicembre 1970 a Syracuse contro lo statunitense Billy Backus. Già al primo round i contendenti si erano feriti a vicenda un'arcata sopraccigliare, anche se Nápoles si era aggiudicato le prime due riprese ma, durante l'intervallo tra il 3º e il 4º round, i suoi secondi non riuscirono a tamponare adeguatamente la sua ferita all'occhio sinistro. A meno di un minuto dall'inizio del quarto round, l'arbitro interruppe il combattimento dichiarando l'impossibilità per Nápoles di proseguire l'incontro e assegnò vittoria e titolo allo sfidante. 
Nápoles riconquistò il titolo sei mesi dopo a Inglewood. Mise due volte al tappeto l'avversario, già gravemente ferito all'arcata destra. Una volta rialzatosi, il medico, appositamente chiamato, vietò la ripresa del match e l'arbitro non poté far altro che assegnare la vittoria al cubano per KOT all'ottava ripresa.
Dopo aver messo KO all'ottava ripresa l'ex campione d'Europa Jean Josselin, senza titolo in palio, José Nápoles difese la cintura mondiale altre undici volte. Il 14 dicembre 1971 batté ai punti Hedgemon Lewis, per decisione unanime. Dopo questo match fu per breve tempo dichiarato decaduto dalla Commissione dello Stato di New York che allestì un doppio confronto tra Backus e Lewis, ininfluente per WBA e WBC ai fini del mantenimento della corona da parte di Nápoles.
Il 28 marzo 1972, alla Wembley Arena mise KO il britannico Ralph Charles al 7º round. Sei mesi dopo fu la volta di Adolph Pruitt per ferita alla seconda ripresa, alla Plaza de toros monumental di Città del Messico. Il 28 febbraio 1973 batté nuovamente Ernie Lopez, a Inglewood, per KO al 7º round. Il 23 giugno dello stesso anno, a Grenoble, sconfisse ai punti il campione d'Europa Roger Menetrey, già avversario di Silvano Bertini e Sandro Lopopolo. Tre mesi dopo, a Toronto, sconfisse - sempre ai punti - il canadese Clyde Gray.

### La sfida a Monzón e le ultime difese del titolo dei welter

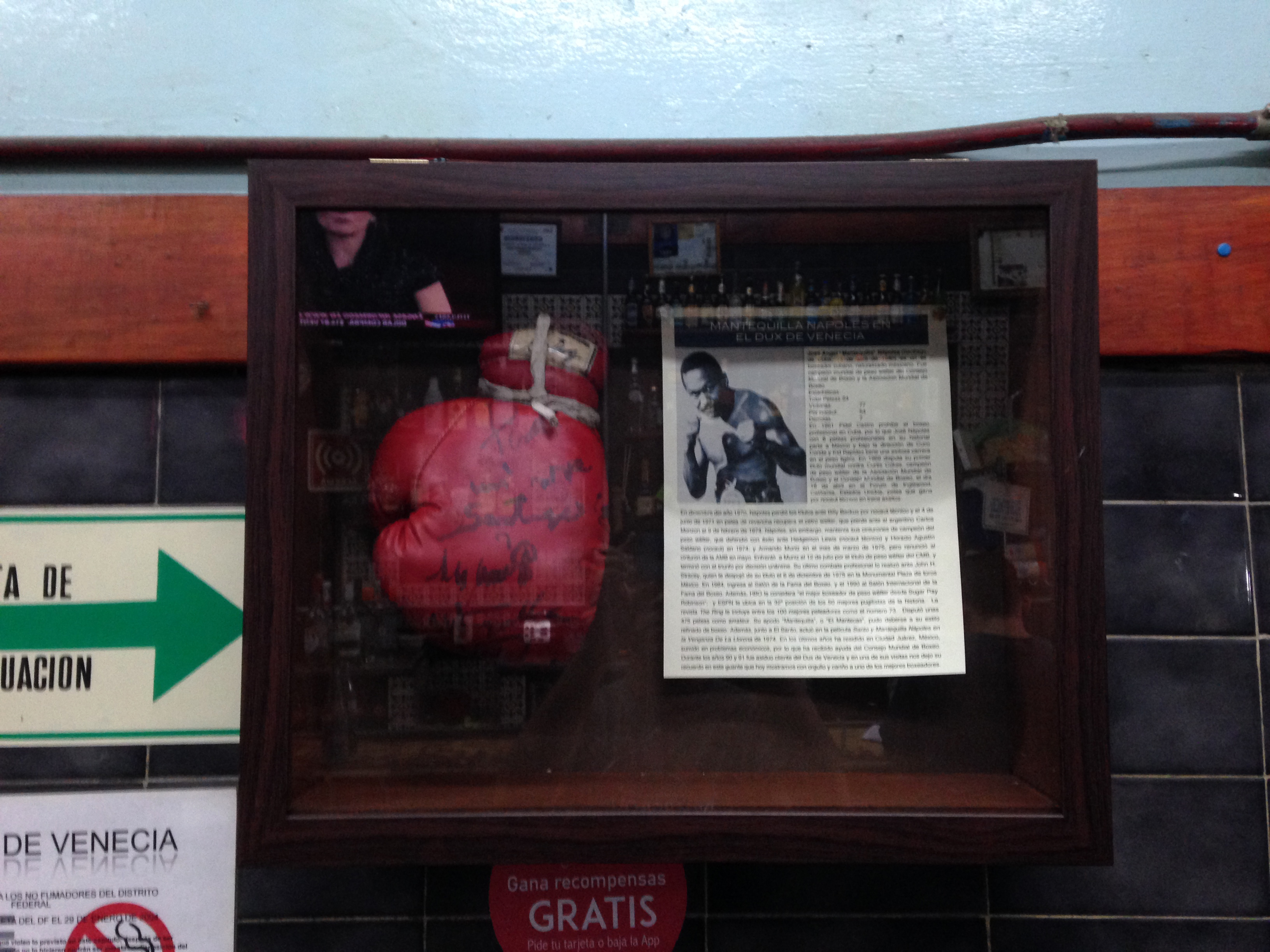
Guantone di Napoles nel bar El Dux de Venecia, a Città del Messico.

Il 29 febbraio 1974, quasi trentaquattrenne, Nápoles volle sfidare il dominatore della categoria dei medi Carlos Monzón. Si presentò sul ring di Puteaux, nella banlieue parigina, con un peso di 69.4 kg contro i 72.5 del campione argentino, già avvantaggiato dal superiore allungo di 10 cm. Nápoles sembrò in grado di reggere il confronto soltanto alla prima ripresa, quando mantenne l'iniziativa colpendo duramente un paio di volte l'avversario. Poi, al 5º e al 6º round fu selvaggiamente colpito, tanto che al suono della campana del 7º round rimase seduto all'angolo, facendo terminare l'incontro.
Dopo questo match, Nápoles decise saggiamente di tornare a difendere il titolo mondiale dei pesi welter, che non aveva mai abbandonato. Combatté ancora in Messico contro Hedgemon Lewis, vincendo per KOT alla nona ripresa, contro l'argentino Horacio Agustin Saldano, con un KO alla terza ripresa, e due volte contro il connazionale Armando Muñíz, rispettivamente per ferita al 12º round e ai punti. 
Il 6 dicembre 1975, ultratrentacinquenne, José Nápoles perse definitivamente la cintura mondiale alla Plaza de Toros monumental di Città del Messico, contro il britannico John H. Stracey, per ferita alla sesta ripresa. L'incontro fu definito "sorpresa dell'anno" per il 1975 dalla rivista "Ring Magazine". Dopo questo match Napoles abbandonò il pugilato.
La International Boxing Hall of Fame lo ha ammesso fra i più grandi pugili di ogni tempo. Nel 2002 la rivista Ring Magazine lo ha inserito al 56º posto in una propria classifica degli 80 migliori pugili degli ultimi 80 anni e nel 2008 la medesima rivista lo ha collocato al 7º posto in una propria classifica dei migliori pesi welter della storia del pugilato.